# Federico Antinori (fumettista)
Federico Antinori (Lido di Venezia, 20 dicembre 1951) è un fumettista italiano.

## Biografia
Comincia la professione di fumettista per la Sansoni come assistente del disegnatore Ivo Pavone; esordisce come autore pubblicando per presso l'editore Cerretti di Roma e poi con l'editore Renato Bianconi, per il quale realizza alcune storie brevi, quando è ancora studente universitario, collaborando anche col disegnatore Bruno Marraffa, per il quale ripassa le tavole a china.
Dalla fine degli anni settanta e per il decennio successivo collabora con diverse riviste a fumetti come Intrepido, Il Monello, Corrier Boy, Il Giornalino e il Messaggero dei Ragazzi e Full. Negli anni novanta disegna per la Sergio Bonelli Editore alcuni numeri delle serie Nick Raider e Julia.